# Jazzga-Live
Jazzga-Live – pierwsza płyta zespołu Pilichowski Band, będąca rejestracją koncertu w łódzkim klubie Jazzga ze stycznia 2004. Album stanowi podsumowanie dotychczasowej kariery solowej Wojciecha Pilichowskiego. Utwory zawarte na płycie pochodzą z wydawnictw Granat i Lodołamacz, ale zostały przedstawione w nowych aranżacjach. Dodatkowo na płycie znajdują się trzy kompozycje premierowe.

## Lista utworów
Opracowano na podstawie materiału źródłowego:
1. Bass Talk – 05:27
2. Młyn Dobry – 05:01
3. Marcus – 06:20
4. Bass Dance – 06:35
5. Millerjum'o – 07:05
6. Funky – 04:10
7. Message In A Buttle – 04:33
8. Twoje 4 strony – 05:04
9. Kowboy z Pragi – 07:33
10. Slap Machine – 04:48

## Twórcy
Opracowano na podstawie materiału źródłowego:
- Wojciech Pilichowski – gitara basowa
- Michał Dąbrówka – perkusja
- Wojciech Olszak – instrumenty klawiszowe
- Marcin Nowakowski – saksofony, Akai EWI
- Bartłomiej Papierz – gitara elektryczna